# Coelioxys analis
Coelioxys analis är en biart som beskrevs av Heinrich Friese 1911. Coelioxys analis ingår i släktet kägelbin, och familjen buksamlarbin. Inga underarter finns listade i Catalogue of Life.